# Nghị quyết 82 của Hội đồng Bảo an Liên Hợp Quốc
Nghị quyết 82 được Hội đồng Bảo an Liên Hợp Quốc (HĐBA) thông qua vào ngày 25 tháng 6 năm 1950. Nghị quyết này lên án "cuộc tấn công vũ trang vào Hàn Quốc của các lực lượng Cộng hòa Dân chủ Nhân dân Triều Tiên", đồng thời kêu gọi "chấm dứt ngay lập tức các hành động thù địch" và "chính quyền Bắc Triều Tiên phải rút ngay lực lượng vũ trang về vĩ tuyến 38". Nghị quyết này được thông qua với 9 phiếu thuận, không có phiếu phản đối và một phiếu trắng của Liên Xô, khi nước này đang tẩy chay Liên Hợp Quốc vì công nhận Trung Hoa Dân Quốc là đại diện của Trung Quốc tại tổ chức này.
Bán đảo Triều Tiên đã bị chia cắt dọc theo vĩ tuyến 38 dưới sự chiếm đóng của lực lượng Hoa Kỳ và Liên Xô kể từ khi Chiến tranh thế giới thứ hai kết thúc. Mỗi bên đều tìm cách hỗ trợ chính phủ ở phía bên biên giới của mình, và khi Chiến tranh Lạnh bắt đầu hình thành, căng thẳng gia tăng khi mầm mống xung đột phát triển ở Triều Tiên. Điều này lên đến đỉnh điểm khi miền Bắc xâm chiếm miền Nam vào ngày 25 tháng 6. Liên Hợp Quốc (LHQ), dưới sự lãnh đạo của Hoa Kỳ đã ủng hộ Hàn Quốc, coi đây là chính phủ hợp pháp duy nhất trên bán đảo.
Nghị quyết kêu gọi Bắc Triều Tiên chấm dứt ngay cuộc xâm lược và rút quân về vĩ tuyến 38. Nghị quyết được coi là một chiến thắng ngoại giao của Hoa Kỳ, nhưng lại bị Bắc Triều Tiên hoàn toàn phớt lờ. Họ coi sự tham gia của Liên Hợp Quốc chỉ là sự ủy quyền của Hoa Kỳ. LHQ và Hoa Kỳ đã có những động thái tiếp theo nhằm tạo tiền đề cho sự can thiệp quốc tế và leo thang chiến tranh hơn nữa, đẩy đến kết cục là hàng triệu người Triều Tiên thiệt mạng. Trung Quốc tham gia cuộc chiến theo phe Bắc Triều Tiên, còn Không quân Hoa Kỳ đã thả hàng trăm nghìn tấn bom xuống bán đảo trong suốt nhiều năm bế tắc.

## Bối cảnh

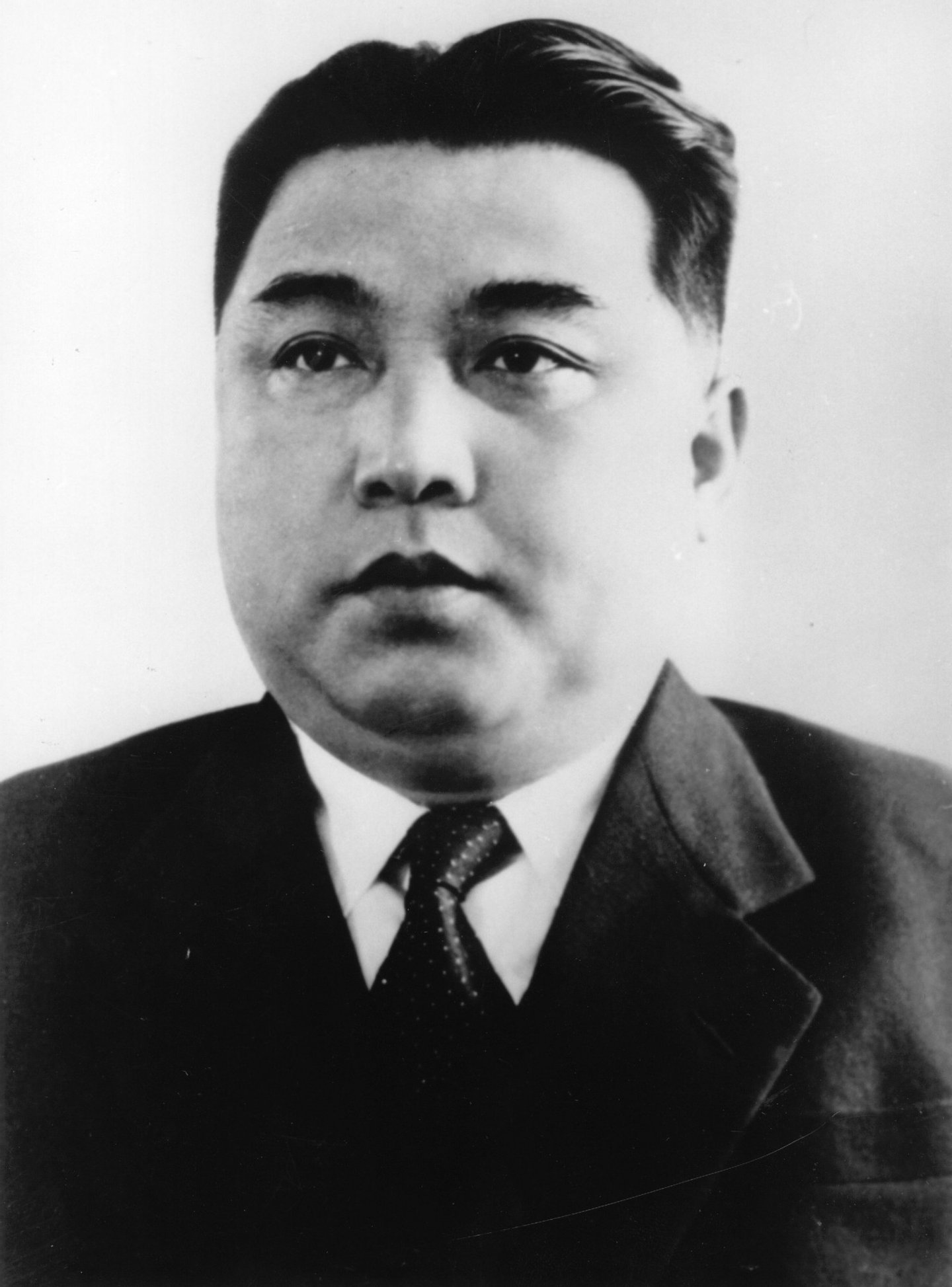
Tổng lý Cộng hòa Dân chủ Nhân dân Triều Tiên Kim Nhật Thành

### Chia đôi bán đảo Triều Tiên
Vào cuối Chiến tranh thế giới thứ hai, thời điểm này bán đảo Triều Tiên vẫn đang bị Đế quốc Nhật Bản chiếm đóng, sau đó bán đảo bị phe Đồng minh chia cắt dọc theo vĩ tuyến 38 Bắc. Liên Xô đã chuyển lực lượng về nửa phía bắc của bán đảo, giám sát việc thành lập Cộng hòa Dân chủ Nhân dân Triều Tiên (Bắc Triều Tiên) dưới quyền Kim Nhật Thành, một nhân vật trước đây nổi tiếng nhờ những chiến công của mình trong trận chiến với quân Nhật. Lực lượng Hoa Kỳ chiếm đóng miền Nam, giám sát việc thành lập Đại Hàn Dân Quốc (Hàn Quốc) dưới thời Lý Thừa Vãn, một nhà độc tài chống cộng nhiệt thành. Khi căng thẳng gia tăng giữa Hoa Kỳ và Liên Xô, cả hai chính phủ trên hai miền bán đảo đều tuyên bố họ có chủ quyền đối với toàn bộ bán đảo.
Ngày 14 tháng 11 năm 1947, Nghị quyết 112 của Đại Hội đồng Liên Hợp Quốc thành lập một ủy ban tạm thời để giám sát các cuộc bầu cử tự do ở Triều Tiên. LHQ có ý định thống nhất Triều Tiên dưới sự lãnh đạo của một chính phủ duy nhất, nhưng ủy ban của LHQ lại không thể vào được Bắc Triều Tiên. Sau khi quan sát các cuộc bầu cử ở Hàn Quốc, ngày 12 tháng 12 năm 1948, Đại Hội đồng tuyên bố trong Nghị quyết 195 rằng quốc gia này cần phải được thành lập dưới một chính phủ duy nhất càng sớm càng tốt, và các lực lượng chiếm đóng của Hoa Kỳ và Liên Xô ở đó phải rút quân.
Khi áp lực gia tăng, chính phủ Bắc Triều Tiên trở nên hung hăng hơn, với các cuộc giao tranh giữa miền Bắc và miền Nam xảy ra thường xuyên hơn. Các giám sát viên quân sự của LHQ được giao nhiệm vụ theo dõi tình hình, bề ngoài là để ngăn chặn xung đột leo thang. Nghị quyết 293 của Đại Hội đồng, thông qua ngày 21 tháng 10 năm 1949, công nhận chính phủ Hàn Quốc là chính quyền hợp pháp duy nhất. Bắc Triều Tiên phủ nhận tính hợp pháp của các hoạt động của LHQ tại Hàn Quốc, và cho biết họ sẽ đuổi lực lượng LHQ ra khỏi đất nước.

### Chiến tranh bùng nổ
—Truman giải thích suy nghĩ của mình về nghị quyết.
Đêm 25 tháng 6 năm 1950, 10 sư đoàn của Quân đội Nhân dân Triều Tiên phát động một cuộc xâm lược toàn diện vào Hàn Quốc. Lực lượng gồm 89.000 người di chuyển theo sáu hàng, bất ngờ tấn công Lục quân Hàn Quốc, làm các lực lượng Hàn Quốc phải rút chạy. Các nhóm Lục quân Hàn Quốc nhỏ hơn thiếu trang bị trên diện rộng và không được chuẩn bị cho chiến tranh. Lực lượng Bắc Triều Tiên vượt trội về số lượng đã vượt qua các cuộc kháng cự yếu ớt của 38.000 binh sĩ Hàn Quốc ở biên giới, trước khi bắt đầu di chuyển đều đặn về phía nam. Hầu hết lực lượng Hàn Quốc đã rút lui trước cuộc xâm lược. Quân Bắc Triều Tiên dồn dập tiến tới thủ đô Seoul của Hàn Quốc trong vòng vài giờ, buộc chính phủ và đội quân tan rã của Hàn Quốc phải rút lui xa hơn về phía nam.
Tin tức về cuộc xâm lược nhanh chóng lan truyền khắp thế giới thông qua các đại sứ và phóng viên tại Hàn Quốc. Các nhà báo ở Hoa Kỳ đã đưa tin về cuộc xâm lược trong vòng năm giờ kể từ cuộc tấn công đầu tiên, và Đại sứ Hoa Kỳ tại Hàn Quốc John J. Muccio đã gửi một bức điện tín tới Bộ Ngoại giao Hoa Kỳ lúc 10:26 giờ Hàn Quốc ngày 24 tháng 6. Khi cuộc chiến diễn ra ngày càng căng thẳng, Ngoại trưởng Hoa Kỳ Dean Acheson thông báo tin tức cho Tổng thống Truman khi ông đang nghỉ ngơi tại nhà riêng ở Missouri vào cuối tuần. Đồng thời, ông thông báo cho Tổng Thư ký LHQ Trygve Lie về tình hình chiến sự. Cuộc tấn công đặc biệt gây sửng sốt cho Truman, ông so sánh nó với cuộc tấn công Trân Châu Cảng của Nhật Bản. Còn đối với Lie, nó gợi nhớ cho ông đến cuộc xâm lược Na Uy trong Chiến tranh thế giới thứ hai. Lo sợ cuộc tấn công sẽ thúc đẩy một cuộc chiến tranh chung khác giữa các cường quốc, Truman quyết tâm hành động nhanh nhất có thể để ngăn chặn xung đột leo thang. Lý Thừa Vãn gặp Muccio và thông báo rằng Quân đội Hàn Quốc sẽ hết đạn trong vòng 10 ngày và sẽ không thể tự mình ngăn chặn cuộc tiến quân của Bắc Triều Tiên. Ông yêu cầu LHQ và Hoa Kỳ hỗ trợ Hàn Quốc trong cuộc xung đột.
Trygve Lie triệu tập phiên họp Hội đồng Bảo an lần thứ 473 vào lúc 14 giờ ngày 25 tháng 6 tại Thành phố New York. Ông bắt đầu cuộc họp với một báo cáo chi tiết từ Ủy ban Liên Hợp Quốc về Triều Tiên, giải thích tình hình cho các đại biểu và nhấn mạnh rằng LHQ phải hành động để lập lại hòa bình ở Triều Tiên. Theo Ủy ban Liên Hợp Quốc về Triều Tiên, tình hình đang mang tính chất của một cuộc chiến tranh toàn diện. Sau đó, nhà ngoại giao Hoa Kỳ Ernest A. Gross đưa ra báo cáo của Muccio về tình hình.
Hoa Kỳ đưa ra nghị quyết nói rằng cuộc xâm lược của Bắc Triều Tiên là vi phạm hòa bình, vi phạm Chương VII của Hiến chương Liên Hợp Quốc. Gross yêu cầu đại sứ Hàn Quốc tại LHQ, Chang Myon, có mặt trong cuộc họp, và điều này đã được chấp thuận. Phái đoàn Nam Tư yêu cầu cho phép một nhà ngoại giao Bắc Triều Tiên tham gia, nhưng yêu cầu này không được chấp thuận. Bắc Triều Tiên không phải là thành viên của LHQ và không có đại diện tại tổ chức này. Myon đọc một tuyên bố đã chuẩn bị sẵn, gọi cuộc xâm lược là tội ác chống lại loài người. Ông nói rằng vì LHQ đã đóng một vai trò quan trọng trong việc thành lập Hàn Quốc nên họ có trách nhiệm giúp bảo vệ nước này trước cuộc xâm lược. HĐBA đã tranh luận về nghị quyết này và có thêm các sửa đổi, bổ sung về cách diễn đạt trước khi thông qua.
Đại sứ Liên Xô tại LHQ đã không có mặt tại cuộc họp của HĐBA do nước này đang tẩy chay LHQ. Điều đó có nghĩa là Liên Xô không thể phủ quyết nghị quyết.

## Nội dung nghị quyết
The Security Council,
Recalling the finding of the General Assembly in its resolution 293 (IV) of 21 October 1949 that the Government of the Republic of Korea is a lawfully established government having effective control and jurisdiction over that Part of Korea where the United Nations Temporary Commission on Korea was able to observe and consult and in which the great majority of the people of Korea reside; that this Government is based on elections which were a valid expression of the free will of the electorate of that part of Korea and which were observed by the Temporary Commission, and that this is the only such Government in Korea,
Mindful of the concern expressed by the General Assembly in its resolutions 195 (III) of 12 December 1948 and 293 (IV) of 21 October 1949 about the consequences which might follow unless Member States refrained from acts derogatory to the results sought to be achieved by the United Nations in bringing about the complete independence and unity of Korea; and the concern expressed that the situation described by the United Nations Commission on Korea in its report menaces the safety and well-being of the Republic of Korea and of the people of Korea and might lead to open military conflict there,
Noting with grave concern the armed attack on the Republic of Korea by forces from North Korea,
Determines that this action constitutes a breach of the peace; and
I
Calls for the immediate cessation of hostilities;
Calls upon the authorities in North Korea to withdraw forthwith their armed forces to the 38th parallel;
II
Requests the United Nations Commission on Korea:
(a) To communicate its fully considered recommendations on the situation with the least possible delay;
(b) To observe the withdrawal of North Korean forces to the 38th parallel;
(c) To keep the Security Council informed on the execution of this resolution:
III
Calls upon all Member States to render every assistance to the United Nations in the execution of this resolution and. to refrain from giving assistance to the North Korean authorities.— −text of UN Security Council Resolution 82

Tạm dịch:
Hội đồng Bảo an,
Nhắc lại kết luận của Đại Hội đồng trong Nghị quyết 293 (IV) ngày 21 tháng 10 năm 1949 rằng Chính phủ Hàn Quốc là một chính phủ được thành lập hợp pháp có quyền kiểm soát và quyền tài phán có hiệu lực đối với phần bán đảo Triều Tiên, nơi Ủy ban tạm thời của Liên Hợp Quốc về Hàn Quốc có thể giám sát và tham khảo ý kiến nơi đại đa số người dân Hàn Quốc cư trú; rằng Chính phủ này dựa trên các cuộc bầu cử thể hiện ý chí tự do hợp lệ của cử tri ở khu vực của Hàn Quốc và được Ủy ban tạm thời giám sát, và rằng đây là Chính phủ duy nhất như vậy ở Triều Tiên,
Lưu tâm đến mối quan ngại của Đại Hội đồng trong các Nghị quyết 195 (III) ngày 12 tháng 12 năm 1948 và 293 (IV) ngày 21 tháng 10 năm 1949 về những hậu quả có thể xảy ra, trừ khi các quốc gia thành viên kiềm chế các hành động xúc phạm đến kết quả mong muốn đạt được của Liên Hợp Quốc trong việc mang lại nền độc lập và thống nhất hoàn toàn cho Triều Tiên; và bày tỏ quan ngại rằng tình hình được Ủy ban Liên Hợp Quốc về Triều Tiên mô tả trong báo cáo đe dọa đến sự an toàn và thịnh vượng của Hàn Quốc, cũng như của người dân Triều Tiên và có thể dẫn đến xung đột quân sự mở rộng ở đó,
Ghi nhận mối quan ngại sâu sắc về cuộc tấn công vũ trang vào Hàn Quốc của các lực lượng Bắc Triều Tiên,
Xác định hành động này cấu thành hành vi vi phạm hoà bình; và
I
Kêu gọi chấm dứt ngay lập tức các hành động thù địch;
Kêu gọi chính quyền Bắc Triều Tiên rút ngay lực lượng vũ trang về vĩ tuyến 38;
II
Yêu cầu của Ủy ban Liên Hợp Quốc về Triều Tiên:
(a) Truyền đạt các khuyến nghị đã được xem xét đầy đủ của mình về tình huống đó với thời gian nhanh nhất có thể;
(b) Giám sát quân Bắc Triều Tiên rút về vĩ tuyến 38;
(c) Thông báo cho Hội đồng Bảo an về quá trình thi hành nghị quyết này:
III
Kêu gọi tất cả các quốc gia thành viên hỗ trợ nguồn lực cho Liên Hợp Quốc trong việc thi hành nghị quyết này, và từ chối hỗ trợ chính quyền Bắc Triều Tiên.— Toàn văn Nghị quyết 82 của Hội đồng Bảo an Liên Hợp Quốc

Nghị quyết được thông qua với 9 phiếu thuận của các nước Hoa Kỳ, Vương quốc Anh, Trung Hoa Dân Quốc, Pháp, Cuba, Ecuador, Na Uy, Ai Cập và Ấn Độ. Aleš Bebler, đại diện của Nam Tư, bỏ phiếu trắng. Trygve Lie là người ủng hộ mạnh mẽ nghị quyết này, vì ông coi cuộc xung đột là một thách thức đối với quyền lực của LHQ.

## Hệ quả
Nghị quyết này được coi là một chiến thắng chính trị của Hoa Kỳ, vì nó xác định Bắc Triều Tiên là kẻ xâm lược trong cuộc xung đột. Trước đó, trong cùng ngày, độc lập với nghị quyết của LHQ, Truman đã ra lệnh cho Hội đồng Tham mưu trưởng Liên quân Hoa Kỳ liên lạc với Thống tướng Douglas MacArthur, người phụ trách lực lượng Hoa Kỳ ở vùng Viễn Đông. Ông ra lệnh cho MacArthur chuẩn bị tàu để sơ tán công dân Hoa Kỳ khỏi Triều Tiên, đồng thời ủy quyền cho người này gửi đạn dược và vật tư đến Busan để hỗ trợ lực lượng Hàn Quốc tại khu vực Seoul–Gimpo. Số hàng hóa này do các đơn vị quân đội Hoa Kỳ hộ tống. Ông chỉ đạo MacArthur cử một đội trinh sát đến Hàn Quốc để đánh giá tình hình và xác định cách hỗ trợ nước này. Truman cũng ra lệnh huy động Hải quân Hoa Kỳ di chuyển vào khu vực.
Phái đoàn Hoa Kỳ sau đó đã liên lạc với phái đoàn Liên Xô và gửi thông điệp yêu cầu Điện Kremlin dùng ảnh hưởng của họ đối với Bắc Triều Tiên để buộc nước này tuân thủ nghị quyết, nhưng Liên Xô từ chối yêu cầu. Do nghị quyết không hiệu quả trong việc giảm leo thang xung đột, HĐBA đã triệu tập vào ngày 27 tháng 6 để thảo luận về các hành động tiếp theo cần thực hiện. Lần triệu tập này thông qua Nghị quyết 83, khuyến nghị các quốc gia thành viên LHQ khác can thiệp quân sự để lập lại hòa bình ở Hàn Quốc. Trong vòng vài ngày, tàu và máy bay từ một số quốc gia, cũng như đội hình lớn đầu tiên của quân đội Hoa Kỳ đã di chuyển đến Hàn Quốc tạo tiền đề cho một cuộc xung đột toàn diện.
Năm 2010, Colum Lynch đã viết một chuyên mục trên tạp chí Foreign Policy, chỉ trích nghị quyết này là một trong mười nghị quyết tồi tệ nhất trong lịch sử LHQ. Sau khi chấm dứt việc tẩy chay LHQ, Liên Xô đã sử dụng quyền phủ quyết của mình để ngăn chặn mọi nghị quyết tiếp theo chống lại Bắc Triều Tiên. Ở chiều ngược lại, Acheson đưa ra một thủ tục mới với Đại Hội đồng Liên Hợp Quốc về cho phép một quốc gia thành viên bỏ qua HĐBA và trực tiếp xin sự đồng thuận của Đại Hội đồng, bao gồm các khuyến nghị về sử dụng vũ lực, trong Nghị quyết 377 của HĐBA. Khi điều này được thông qua, nó đã cho phép mở Phiên họp khẩn cấp Đại Hội đồng Liên Hợp Quốc để giải quyết các mối đe dọa đối với hòa bình và an ninh quốc tế, khi mà HĐBA không thể thông qua nghị quyết. Lynch viết rằng việc tạo ra quy tắc này đã gây ra những hậu quả tiêu cực không lường trước được đối với Hoa Kỳ vào năm 1997, khi một số quốc gia Ả Rập mở Phiên họp khẩn cấp lần thứ 10 Đại Hội đồng Liên Hợp Quốc để giải quyết xung đột Israel–Palestine và việc Israel chiếm đóng Bờ Tây và Dải Gaza. Phiên họp này được triệu tập nhằm tránh bị Hoa Kỳ phủ quyết. Nó kéo dài tới 30 cuộc họp trong 10 năm tiếp theo và chưa bao giờ chính thức kết thúc.